# Californication (phim truyền hình)
Californication là một bộ phim truyền hình dài tập thuộc thể loại hài-chính kịch của Mỹ do Tom Kapinos làm giám chế, lên sóng tổng cộng 7 mùa trên đài cáp Showtime từ ngày 13 tháng 8 năm 2007 đến 29 tháng 6 năm 2014. Nội dung phim theo chân Hank Moody (David Duchovny), một tiểu thuyết gia gốc New York chuyển tới California và gặp bế tắc trong sáng tác. Anh thường xuyên uống rượu, lăng nhăng với phụ nữ và lạm dụng ma túy, khiến mối quan hệ giữa anh với tình nhân lâu năm Karen (Natascha McElhone) và cô con gái của hai người, Becca (Madeleine Martin) gặp nhiều trắc trở. Dàn nhân vật chính của phim còn gồm có Charlie Runkle (Evan Handler), người bạn thân nhất và tay quản lý của Hank cùng vợ của Charlie, Marcy (Pamela Adlon). Những chủ đề hiện hữu xuyên suốt loạt phim là tình dục, ma túy và nhạc rock'n roll cũng như mặt trái của cuộc sống hào nhoáng tại Los Angeles. Tác phẩm đã giành một số giải thưởng như hai giải Emmy (cùng hai đề cử khác) và một Quả cầu vàng (cùng 5 đề cử khác). Ngày 9 tháng 2 năm 2018, giám đốc sản xuất kiêm diễn viên chính của chương trình David Duchovny cho biết anh đang lên ý tưởng về kế hoạch "hồi sinh" loạt phim.

## Tổng quan
Toàn bộ sê-ri xoay quanh Hank Moody, một tiểu thuyết gia bị mắc chứng nghiện rượu. Anh luôn lấy vấn đề bế tắc trong sáng tác của mình để đổ lỗi cho nhiều lý do, từ lối sống khoái lạc ở Los Angeles đến vụ chia tay cô bạn gái Karen. Một mặt Hank vừa phải liên tục giải quyết những hậu quả phát sinh do không chiến thắng được những "cám dỗ", mặt khác anh vừa phải thể hiện với gia đình mình rằng anh là một người cha có trách nhiệm, quan tâm đến Becca và một chỗ dựa đáng tin cậy cho Karen.

### Mùa 1
Mùa 1 của loạt phim (13 tháng 8 – 29 tháng 10 năm 2007) theo chân Hank và các nhân vật chính khác trong bối cảnh Karen chuẩn bị kết hôn với Bill, một nhà xuất bản tại Los Angeles. Hank cảm thấy ghê tởm chính mình sau khi một bộ phim có tên A Crazy Little Thing Called Love ra rạp; đây là bản chuyển thể từ tiểu thuyết của anh mang tên God Hates Us All, nó đã bị chỉnh sửa ít nhiều, thậm chí là có chất lượng thảm hại so với nguyên tác nhưng lại thành công về mặt doanh thu.
Hank chìm đắm trong tửu sắc và không màng để tâm đến viết lách. Một ngày nọ, anh gặp gỡ và tán tỉnh một cô gái trẻ tại một hiệu sách; kế đó họ làm tình với nhau, nhưng trớ trêu thay, không lâu sau anh phát hiện ra cô gái đó tên là Mia, cô con gái riêng 16 tuổi của Bill. Từ đó Mia thường tìm cách quấy rối Hank mỗi khi anh đến thăm gia đình mình. Cô còn đe dọa sẽ cáo buộc Hank quan hệ tình dục bất chính, bắt anh phải thay mình viết ra những câu chuyện phục vụ cho lớp học sáng tác văn học của cô ở trường.
Cái chết đột ngột của cha Hank đã khiến anh phải tìm rượu để giải sầu cũng như tìm đến Karen tâm sự rồi ngủ cùng cô. Sau đám tang, Hank ở lại New York để hoàn thành bản thảo cho cuốn tiểu thuyết ngắn mà anh mới chắp bút. Trở lại L.A., Hank vướng phải vụ cướp xe hơi, tưởng rằng mình đã đánh mất bản gốc của cuốn sách, nhưng thực ra Mia đã đánh cắp tập bản thảo đó từ trước, ghi công lại tác giả là mình rồi gửi nó cho bên xuất bản. Trong lễ cưới của Bill và Karen, Hank chọn cách tỏ ra vị tha và chấp nhận hoàn cảnh để không phá hoại đám cưới của người mình yêu. Nhưng tối hôm đó, khi anh và Becca chuẩn bị rời đám cưới, Karen lại đuổi theo và nhảy lên xe của họ, rồi cả ba một lần nữa đoàn tụ cùng nhau.

## Diễn viên và nhân vật

### Chính
| Henry James "Hank" Moody | David Duchovny    | Chính | Chính | Chính     | Chính | Chính | Chính | Chính              |                    |                    |                    |                    |                    |                    |
| Karen Van Der Beek       | Natascha McElhone | Chính | Chính | Chính     | Chính | Chính | Chính | Chính              |                    |                    |                    |                    |                    |                    |
| Rebecca "Becca" Moody    | Madeleine Martin  | Chính | Chính | Chính     | Chính | Chính | Chính | Khách mời đặc biệt | Khách mời đặc biệt | Khách mời đặc biệt | Khách mời đặc biệt | Khách mời đặc biệt | Khách mời đặc biệt | Khách mời đặc biệt |
| Charlie Runkle           | Evan Handler      | Chính | Chính | Chính     | Chính | Chính | Chính | Chính              |                    |                    |                    |                    |                    |                    |
| Mia Lewis                | Madeline Zima     | Chính | Chính | Khách mời | Phụ   |       |       |                    |                    |                    |                    |                    |                    |                    |
| Marcy Runkle             | Pamela Adlon      | Phụ   | Chính | Chính     | Chính | Chính | Chính | Chính              |                    |                    |                    |                    |                    |                    |

- Henry James "Hank" Moody (David Duchovny) là một nhà văn có lối sống thất thường nhưng đáng được yêu quý, thường xuyên bị dính vào những tình huống ký quặc, dở khóc dở cười. Một nhà phê bình đã ví tính cách của Moody với nhà văn Charles Bukowski.[2] Ở mùa thứ tư, con gái anh, Becca từng ví thói cư xử của cha như một "Bukowski của người nghèo". Tương tự, trong một cảnh hồi tưởng lại đêm mà Karen và Hank gặp nhau, cô cũng gọi yêu anh là Bukowski. Tác phẩm chính của Charles Bukowski là một cuốn bán tiểu sử về Henry 'Hank' Chinaski, một nhà văn có thật cũng bị mắc chứng nghiện rượu tại LA.
- Karen Van Der Beek (Natascha McElhone) là cô bạn gái lâu năm của Hank; họ có với nhau một cô con gái và từng trải qua nhiều thăng trầm trong chuyện tình cảm của nhau. Cô là một nhà thiết kế nội thất và kiến trúc sư.
- Rebecca "Becca" Moody (Madeleine Martin) là con gái của Hank và Karen. Cô mới 12 tuổi lúc mùa 1 khởi chiếu.[3] (vai chính, mùa 1–6 và 7 [tập 11–12])
- Charlie Runkle (Evan Handler) là người bạn thân nhất và tay quản lý của Hank.
- Marcy Runkle (Pamela Adlon) là vợ của Charlie, về sau họ chia tay rồi lại làm lành, có với nhau một cậu con trai tên Stu. (vai phụ, mùa 1; vai chính, mùa 2–7)
- Mia Lewis (Madeline Zima) là cô con gái mới lớn của Bill Lewis. Trong tập đầu tiên của loạt phim, Hank có một mối tình một đêm với Mia khi mà anh còn chưa biết tuổi tác và danh tính thật của cô. Bút danh của cô là Mia Cross. (vai chính, mùa 1–2; vai khách mời, mùa 3–4)